# Hanover Township (New Jersey)
Hanover Township ist eine Township im Morris County des Bundesstaats New Jersey in den USA. Das U.S. Census Bureau ermittelte bei der Volkszählung 2020 eine Einwohnerzahl von 14.677.
Der Ort besteht wesentlich aus den beiden Ortsteilen Cedar Knolls und Whippany.

## Persönlichkeiten
- Aaron Kitchell (1744–1820), Politiker